# (18729) Potentino
(18729) Potentino est un astéroïde de la ceinture principale découvert en 1998.

## Description
(18729) Potentino a été découvert le 22 mai 1998 à la station Anderson Mesa, un des deux sites d'observation de l'observatoire Lowell en Arizona (États-Unis), par le programme Lowell Observatory Near-Earth-Object Search (LONEOS).

### Caractéristiques orbitales
L'orbite de cet astéroïde est caractérisée par un demi-grand axe de 2,94 ua, un périhélie de 2,69 ua, une excentricité de 0,08 et une inclinaison de 3,45° par rapport à l'écliptique. Du fait de ces caractéristiques, à savoir un demi-grand axe compris entre 2 et 3,2 ua et un périhélie supérieur à 1,666 ua, il est classé, selon la JPL Small-Body Database, comme objet de la ceinture principale.

### Caractéristiques physiques
(18729) Potentino a une magnitude absolue (H) de 14,0 et un albédo estimé à 0,178.